# The Evil That Men Do
The Evil That Men Do är en låt och singel av det brittiska heavy metal-bandet Iron Maiden, släppt den 1 augusti 1988. Den är den andra av fyra topp-tio-singlar från albumet Seventh Son of a Seventh Son. Singeln nådde plats sex på brittiska topplistan.
Namnet "The Evil That Men Do" är ett citat taget från William Shakespeares pjäs "Julius Caesar". Sången har dock inget att göra med pjäsen. Texten är väldigt poetisk skriven. Låten handlar liksom Infinite Dreams om vad som händer efter döden. Karaktären är förälskad i en kvinna men kan inte träffa henne. Han funderar på att begå självmord.
B-sidorna bestod av två nya versioner av Prowler och Charlotte The Harlot. Båda fick "'88" på slutet, för att de spelades in 1988. Båda låter inte annorlunda på något sätt förutom att det är Bruce Dickinson som sjunger istället för Paul Di'Anno. 
När låten spelas live brukar Dickinson citera från Shakespearrs pjäs, det lyder:
"The good that men do, is oft interred with their bones... but the evil that men do, lives on."
Låten har ett välkänt intro signerat Adrian Smith

## Låtlista
- The Evil That Men Do (Smith, Dickinson, Harris)
- Prowler'88 (Harris)
- Charlotte The Harlot'88" (Murray)

## Banduppsättning
- Steve Harris – Bas
- Bruce Dickinson – Sång
- Dave Murray – Gitarr
- Adrian Smith – Gitarr
- Nicko McBrain – Trummor